# منوچهر نظری
منوچهر نظری داور بین المللی فوتبال در ایران میباشد که بیشتر قضاوتهایش در لیگ تخت جمشید انجام داده است

نظری سابقه ریاست کمیته داوران را نیز دارد.
منوچهر نظری پس از اختلافاتی که با ریاست کمیته داوران داشت در مرداد ۱۳۹۶ از دپارتمان داوری فوتبال استعفا کرد  
نظری سابقه قضاوت در مسابقات گرند پری جام جهانی فوتسال کوچک را دارد و یکی از اعضای فعال دپارتمان داوری بود که پیگیر برگزاری کلاس‌های پیش از فصل داوری هم می‌شد.
منوچهر نظری چهار بار در تیم داوری دربی برزگ ایران حضور داشته است. نظری در دربی‌های شماره ۳۲ و ۲۷ داور بازی بوده است و در دربی‌های شماره ۱۸ و ۱۰ کمک داور بازی بوده است. یکی از مهمترین قضاوتهای نظری فینال جام باشگاههای آسیا در سال ۱۹۸۴ میباشد. وی در سال ۱۳۷۱ بازنشسته شد. 

## شهرآورد تهران
منوچهر نظری چهار بار در تیم داوری بازی مهم شهرآورد تهران بوده‌است. دو بار به عنوان داور وسط و دو بار به عنوان کمک داور.
| دو بازی که داور وسط بوده است |               |                        |                                              |
| دربی                         | تاریخ         | نتیجه بازی             | گروه داوری                                   |
| شماره ۲۷                     | ۲۵ خرداد ۱۳۶۵ | پرسپولیس ۳ - استقلال ۰ | منوچهر نظری -- منوچهر ایلدروم -- حسین دشتگرد |
| شماره ۳۲                     | ۴ خرداد ۱۳۶۹  | استقلال ۲ - پرسپولیس ۰ | منوچهر نظری -- محمد فنایی -- حسین عسگری      |
| دو بازی که کمک داور بوده است |               |                        |                                              |
| دربی                         | تاریخ         | نتیجه بازی             | گروه داوری                                   |
| شماره ۱۰                     | ۱۱ اسفند ۱۳۵۱ | استقلال ۲ - پرسپولیس ۰ | داوود نصیری -- منوچهر نظری -- محسن زمانی     |
| شماره ۱۸                     | ۲۷ اسفند ۱۳۵۴ | استقلال ۱ - پرسپولیس ۱ | محمد صالحی -- منوچهر نظری -- محمد ریاحی      |

منبع 